# Prva hrvatska liga u bejzbolu 2007.
Prva hrvatska liga u bejzbolu 2007. godine.

## Sudionici
Sudionici su bili bejbolaški klub "Zagreb", "Kelteks" iz Karlovca, "Nada SSM" iz Splita i "Vindija" iz Varaždina.

## Natjecateljski sustav
Prvenstvo se igra u dva dijela. Prvi se igra po liga-sustavu, a prva dva kluba su igrala doigravanje za prvaka. Pobjednik ligaškog dijela natjecanja donosi jedan bod (koji se broji kao pobjeda u utakmici u doigravanju). Prvak je momčad koja pobijedi u četiri utakmice.

## Ligaško natjecanje - rezultati
```
Pl. Klub      Ut Pb Pz  Količ.
1. 
Kelteks
   22   20  2   90,9
2. 
Zagreb
    22   13  9   59,1
3. 
Vindija
   22   7  15   31,8
4. 
Nada SSM
   22   4 18   18,2
```

## Doigravanje za prvaka
Kelteks kao pobjednik lige donosi jedan bod u doigravanje (koji vrijedi kao pobjeda u utakmici) te počinje sa 1:0 u susretima.
13. listopada: Kelteks - Zagreb 1:0 (uk. omjer 2:0)

14. listopada: Kelteks - Zagreb 9:1 (uk. omjer 3:0)

16. listopada: Zagreb - Kelteks 1:10 (uk. omjer 0:4)
Hrvatski prvak za 2007. godinu u bejzbolu je karlovački Kelteks.